# فالكونارا ماريتيما
فالكونارا ماريتيما، هو منتجع بحري على ساحل البحر الادرياتيكي في إيطاليا ويقع على بعد 9 كيلومترات شمال أنكونا في منطقة ماركي التابعة لمحافظة أنكونا.

## تاريخ
طُورت فالكونارا حول قلعة، واشرتها العائلة النبيلة بوربون ديل مونتي في النصف الثاني من القرن السادس عشر، وضلوا حاضرين كمُلّاك للقلعة حتى القرن التاسع عشر، وتُمثل قلعت فالكونارا بجانبي قلعتي روكا برايورا وكاسلفيرتي منظومة دفاع حول أنكونا والتي بدورها سيطرت على المنطقة وأخذت تطالب برسوم للعبور على الجسر فوق نهر إسينو وخدم هذا الجسر مأرب أخرى كثيرة.

## التركيبة السكانية
اعتبارا من 2010 كان 90.94% من تعداد السكان إيطاليين، وأكبر مجموعة من المهاجرين جاءت من ألبانيا ورومانيا إذ كونوا معا 4.47% وثاني أكبر مجموعة مهاجرة جاءت من شمال أفريقيا وكونوا 1.17%.

## المعالم السياحية الرئيسية
عامل الجذب الرئيسي لفالكونارا ماريتيما هو خط الساحل الطويل حيث يمارس الناس العديد من الرياضات مثل كرة الطائرة الشاطئية وتنس الشاطئ وكرة قدم الشاطئ خلال الصيف.
تضم فالكونارا حديقة حيوانات 6 هكتار (15 أكر) . 
وتقام عروض الألعاب النارية في عطلة فيراجوستو التي توافق الخامس عشر من أغسطس كل عام.
وقد أُقيم عرض السهام ثلاثية الألوان في أجواء فالكونارا ماريتيما في صيفا 2007 و2009.
واستضافت حديقة كورمورانو الواقعة بجنوب البلدة العديد من الفعاليات الثقافية بما في ذلك الحفلات الموسيقية لفرانشيسكو دي غريغوري وجوران بريجوفيتش وبيير وبيلو.
ومن بين المواقع الدينية توجد كنيسة سانتا ماريا ديلا ميسريكورديا المثبت على جدرانها لوحات جدارية تعود للقرن الخامس عشر.

## مناخ
يصبح الطقس اثناء الشتاء غاية في البرودة بسبب الريح الجافة والباردة التي تهب على طول الساحل ومع ذلك فإنها نادرا ما تثلج، إذ أن اخر تساقط لثلوج كثيفة سجل في فبراير عام 2012 ومن ثم مرة أخرى في فبراير عام 2018.
ومن أبريل حتى يونيو المناخ دافئ وممتع بدرجات رطوبة معتدلة، ولكن من يوليو حتى أغسطس يصبح المناخ حار بدرجات عادةً ما تتخطى 30 ° درجة مئوية.
وفي عام 2003 شهدت فالكونارا توأم من الأعاصير على طول الساحل.
| البيانات المناخية لمنطقة فالكونارا ماريتيما                   |         |         |         |         |         |         |         |         |         |         |         |         |             |
| الشهر                                                         | يناير   | فبراير  | مارس    | أبريل   | مايو    | يونيو   | يوليو   | أغسطس   | سبتمبر  | أكتوبر  | نوفمبر  | ديسمبر  | متوسط العام |
| متوسط درجة الحرارة العالية بالدرجة المئوية (بمقياس فهرنهايت)  | 8 (46)  | 10 (50) | 12 (54) | 16 (61) | 20 (68) | 25 (77) | 27 (81) | 27 (81) | 24 (75) | 18 (64) | 13 (55) | 10 (50) | 17 (63)     |
| المتوسط اليومي بالدرجة المئوية (بمقياس فهرنهايت)              | 5 (41)  | 7 (45)  | 9 (48)  | 13 (55) | 17 (63) | 21 (70) | 24 (75) | 24 (75) | 21 (70) | 15 (59) | 10 (50) | 7 (45)  | 14 (57)     |
| متوسط درجة الحرارة المنخفضة بالدرجة المئوية (بمقياس فهرنهايت) | 3 (37)  | 4 (39)  | 6 (43)  | 11 (52) | 14 (57) | 18 (64) | 21 (70) | 21 (70) | 18 (64) | 13 (55) | 8 (46)  | 5 (41)  | 12 (54)     |
| متوسط الهطول بالسنتيمتر (بالبوصة)                             | 6 (2.4) | 4 (1.6) | 5 (2.0) | 5 (2.0) | 4 (1.6) | 4 (1.6) | 3 (1.2) | 4 (1.6) | 7 (2.8) | 9 (3.5) | 7 (2.8) | 6 (2.6) | 69 (27)     |
| المصدر: موقع Weatherbase                                      |         |         |         |         |         |         |         |         |         |         |         |         |             |

## مواصلات
يقع مطار أنكونا في فالكونارا ماريتيما، ويبعد شاطئ فالكونارا 3 كيلومترات عن المطار، ويعد الخط الرئيسي الذي يربط بين أورط وفالكونارا أحد الخطوط القليلة المتقاطعة في شبكة السكك الحديدية الإيطالية، إذ أن سكة حديد البحر الادرياتيكي أيضاً تعبر خلال محطة سكة حديد فالكونارا، وقد أستخدم مطار فالكونارا كمطار عسكري من قبل القوات الجوية لجيش الولايات المتحدة بين 1 أبريل و1 سبتمبر من سنة 1945.

## رياضة
فاز الفريق المحلي لكرة الطائرة المسمى فالكونارا لكرة الطائرة بكأس سي إي في (CEV cup) عام 1986 ووصل إلى الدور نصف النهائي في للدوري الإيطالي لكرة الطائرة مرتان في ثمانينيات القرن الماضي، وتشمل قائمة الشرف للاعبين السابقين في النادي كلاً من فرديناندو دي جيورجي ودانيال كاستيلاني وتوم سورنسن ورايموندز فيلدي ويان كافلهايم وأندريا أناستاسي ليوندينو جيومبيني وباسكوالي غرافينا وفاليريو فيرميجليو وسامويل بابي.